# بزرگراه ۸۵ آسیا
بزرگراه ۸۵ آسیا که به صورت علامت اختصاری AH-85 نشان داده می‌شود، بزرگراهی است به طول ۳۳۸ کیلومتر که درون ترکیه از مرزیفون آغاز شده و در رفاهیه پایان می‌یابد. مسیر آن از جاده‌های زیر است:

## ترکیه
- جاده D100 : مرزیفون - آماسیه - رفاهیه